# Fred Tootell
Frederick Delmont "Fred" Tootell, född 9 september 1902 i Lawrence i Massachusetts, död 29 september 1964 i Rhode Island, var en amerikansk friidrottare.
Tootell blev olympisk mästare i släggkastning vid olympiska sommarspelen 1924 i Paris.